# Гастингс, Джон, 3-й граф Пембрук
Джон Гастингс (англ. John Hastings; 11 ноября 1372 — 30 декабря 1389, Вудсток, Оксфордшир, Королевство Англия) — английский аристократ, 3-й граф Пембрук, 5-й барон Гастингс и 20-й барон Абергавенни с 1375 года, 3-й барон Мэнни с 1384 года. Погиб на турнире в 17 лет и стал последним представителем старшей ветви Гастингсов.

## Биография
Джон Гастингс принадлежал к знатному роду, известному с конца XI века. Его предки сосредоточили в своих руках обширные земли в Центральной Англии, Валлийской марке и Уэльсе; с 1295 года они носили титул баронов Гастингс, с 1339 года — титул графов Пембрук. Джон был единственным сыном и наследником Джона Гастингса, 2-го графа Пембрука, и Анны Мэнни, 2-й баронессы Мэнни. Таким образом, по матери он приходился правнуком Томасу Бразертону, 1-му графу Норфолку и сыну короля Эдуарда I.
Джон Гастингс-старший находился в плену во Франции, когда родился ребёнок (11 ноября 1372 года), и умер на пути домой три года спустя, так что Джон-младший номинально унаследовал все его земли и титулы. В том же году трёхлетний граф Пембрук стал, наряду с Уильямом ла Зушем, наследником Уильяма де Кантело. Опеку над Джоном осуществляли мать и бабка по матери — Маргарет Норфолкская. После смерти матери в 1384 году Гастингс стал бароном Мэнни, а после смерти бабки в 1385 году претендентом на её наследство, включавшее обширные владения в Восточной и Центральной Англии и титул графа Норфолка.
Очень рано, в 1380 году, Гастингс женился на Елизавете Ланкастерской — дочери Джона Гонта и, соответственно, двоюродной сестре короля Ричарда II. Жениху было восемь лет, невесте — семнадцать. Этот брак остался неконсуммированным: уже в 1383 году Елизавета забеременела от единоутробного брата короля, Джона Холланда, 1-го герцога Эксетера, и за этим последовал развод (после 24 сентября 1383 года). Приблизительно в 1385 году Джона женили снова — на этот раз на Филиппе Мортимер, дочери Эдмунда Мортимера, 3-го графа Марча, и Филиппы Ольстерской.
15 августа 1381 года король Ричард II посвятил девятилетнего Джона Гастингса в рыцари. 30 декабря 1389 года граф Пембрук умер в Вудстоке от ран, полученных на турнире. Его похоронили в доминиканской церкви в Херефорде рядом с отцом. Вдова сэра Джона ещё дважды вступала в брак: с Ричардом Фицаланом, 11-м графом Арунделом, и Томасом Пойнингсом, 5-м бароном Сент-Джоном из Бейзинга.
Джон был последним представителем старшей ветви Гастингсов. После его смерти титул барона Гастингса перешёл в состояние ожидания на 452 года, титул барона Мэнни исчез, а титул графа Пембрука вернулся к короне. Барония Абергавенни в Уэльсе перешла к Бошанам.